# Pinsà rosat d'Edwards
El pinsà rosat d'Edwards (Carpodacus edwardsii) és una espècie d'ocell de la família dels fringíl·lids (Fringillidae) que habita la zona oriental de l'Himàlaia.

## Descripció
- Fa 145 – 175 mm de llargària i un pes de 25 - 30 g.
- El mascle té el cap, clatell i parts superiors del cos de color marró amb ratlles marró més fosc. Front, ampla cella, barbeta, gola i part superior del pit de color rosa pàl·lid. Resta de les parts inferiors marró vermellós. Cua marró fosc.
- Femella de color general marró amb línies més fosques. Cella groguenca. Barbeta i gola més clar que la resta.

## Hàbitat i distribució
Habita matolls a les praderies alpines, boscos de coníferes i boscos de bambú als Himàlaies, de l'est de Nepal, nord-est de l'Índia, sud-est del Tibet i sud i centre de la Xina.

## Subespècies
S'han descrit dues subespècies:
- C. e. edwardsii Verreaux, 1871. Sud i centre de la Xina.
- C. e. rubicundus (Greenway, 1933). Est de Nepal, Bhutan, nord-est de l'Índia, sud-est del Tibet i adjacent nord de Myanmar.